# Biełka i Striełka

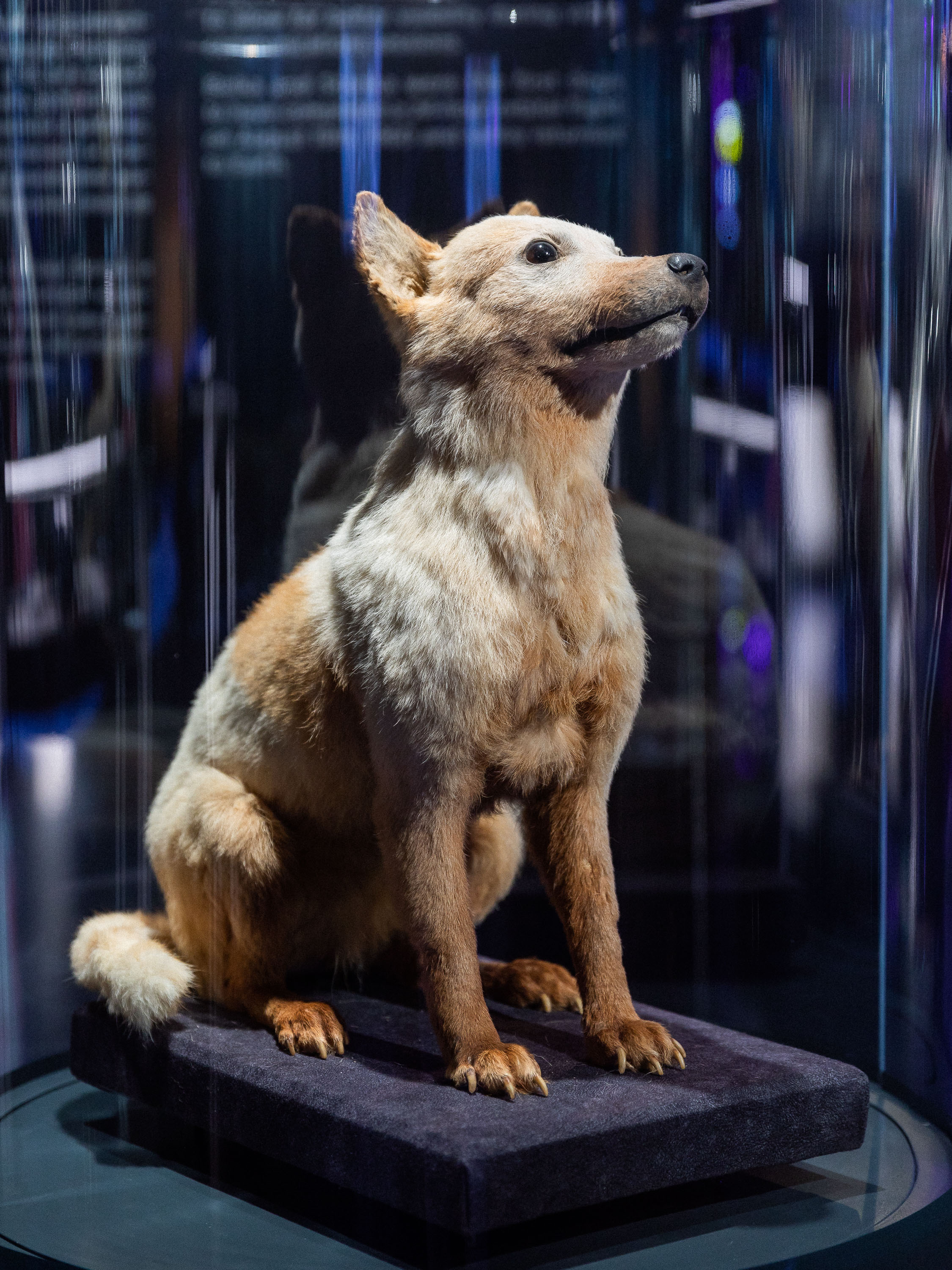
Biełka (wypchana)

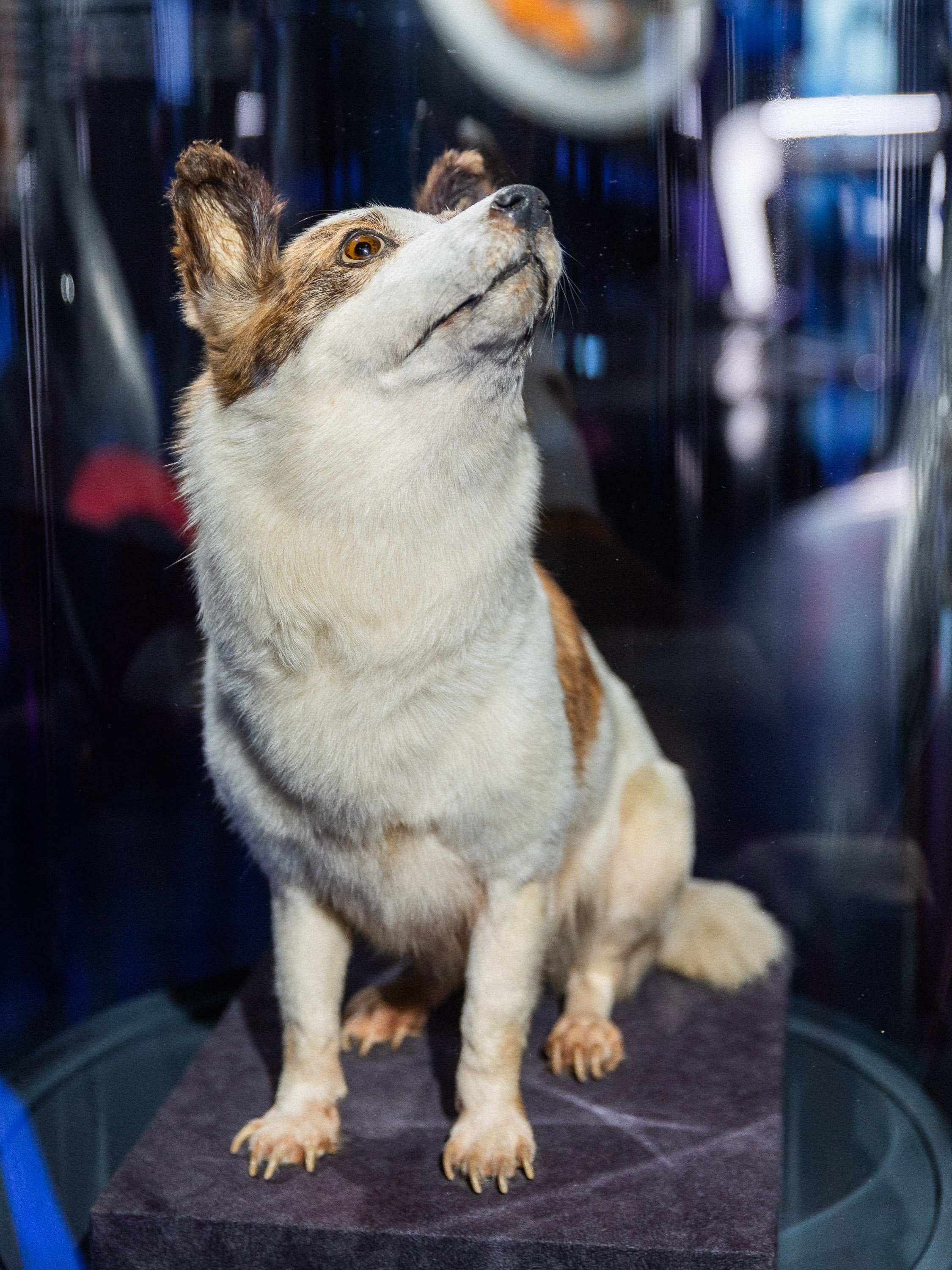
Striełka (wypchana)

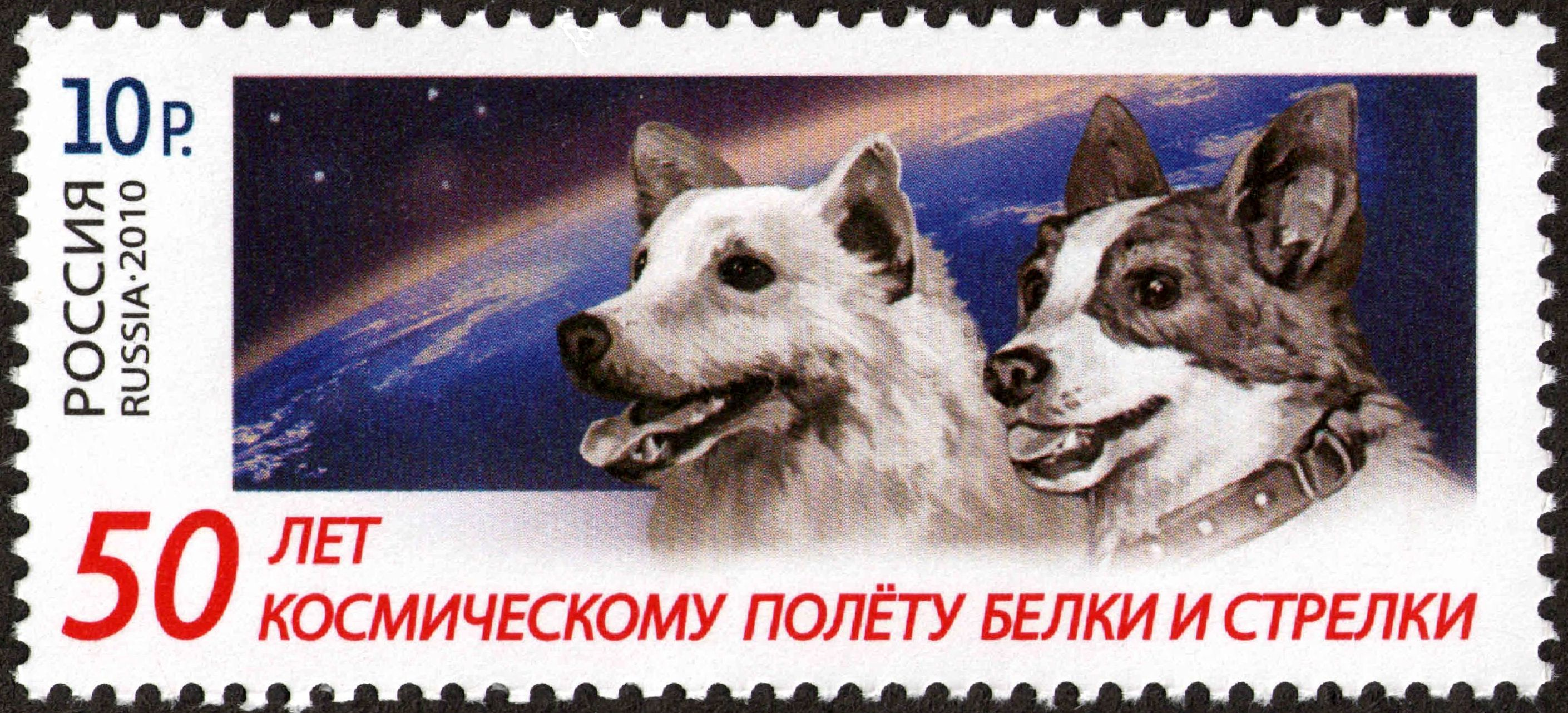
Rosyjski znaczek pocztowy w 50 rocznicę lotu Biełki i Striełki.

Biełka i Striełka (ros. Белка и Стрелка) – suczki wystrzelone na orbitę okołoziemską 19 sierpnia 1960 roku w radzieckim satelicie Sputnik 5. Przeszły do historii astronautyki jako pierwsze zwierzęta, które odbyły lot orbitalny i wróciły na Ziemię żywe. Oprócz nich, na pokładzie Sputnika 5  było jeszcze 6 czarnych i 6 białych myszy, muszki owocowe, bakterie, trzykrotka oraz nasiona wielu roślin.
Biełka ważyła 4,5 kg, a Striełka 5,5 kg. Rakieta nośna została odpalona z kosmodromu Bajkonur. Satelita osiągnął orbitę okołoziemską (perygeum 306 km, apogeum 339 km, okres 90,72 minut). Lot trwał 24 godziny. Kapsuła z ładunkiem biologicznym została odzyskana kilkanaście kilometrów od planowanego miejsca lądowania. Wszystkie umieszczone w niej organizmy przeżyły podróż. Misja wykazała, że w czasie lotu orbitalnego nie nastąpiły istotne odchylenia funkcji fizjologicznych zwierząt. Biełka dostała w stanie nieważkości zawrotów głowy i zwymiotowała.
Zwłoki psów zachowano – wypchana Biełka jest eksponowana w Moskwie, a Striełka stała się atrakcją objazdowej wystawy kosmonautycznej. Striełka urodziła również sześć szczeniąt. Nikita Chruszczow przesłał jedno z nich, Puszynkę, prezydentowi J.F. Kennedy’emu jako prezent dla jego córki Caroline Kennedy.